# Дельфіновиді
Дельфіновиді, або зубаті кити (Odontoceti seu Delphinimorpha) — один з двох сучасних підрядів ряду китоподібних. Як випливає з назви, зубаті кити мають зуби, а не китові вуса. Отже, вони є хижаками малої та великої здобичі. Зокрема косатки завдяки співпраці можуть добувати дитинчат синіх китів, а кашалоти спеціалізуються на поїданні гігантських кальмарів. Дельфіновиді мають здатність до ехолокації за допомогою ультразвуку. Вони використовують його, щоб знайти свою здобич і орієнтуватися, аналізуючи відлуння звуків, які вони видають. Довжина тіла від 1.4 (вакіта) до 21 метра (кашалот), маса відповідно від 30 кг до 100 т. Кількість зубів різна — від 2 до 240. Поширені зубаті кити в морях і океанах обох півкуль, деякі прісноводні. Згідно з базою даних Американського теріологічного товариства є 86 сучасних видів у 10 родинах.

## Про назву
Дельфіновиді (Delphinimorpha) — уніфікована більш сучасна назва, пов'язана з типовою родиною дельфінові (Delphinidae) та відповідним типовим родом дельфін (Delphinus). Давньою описовою назвою групи є «зубаті китоподібні», яка пов'язана з наявністю у багатьох із них (принаймні у рудиментарному стані) зубів.
У суміжної групи китоподібних — представників підряду китовидих — зуби відсутні, вони втрачені в процесі еволюції і замінилися на рогові вирости, що мають назву «китові вуса».

## Склад підряду

### Родини дельфіновидих
До підряду входять 7 родин:
- надродина Delphinoidea — дельфінуваті
  - Delphinidae Gray, 1821 — дельфінові (17 родів)
  - Phocoenidae Gray, 1825 — фоценові (3 роди)
  - Monodontidae (2 роди) — нарвалові (2 роди)
- надродина Platanistoidea — платаністуваті 
  - Platanistidae — «платаністові» (1 рід)
  - Iniidae — інієві (3 роди)
  - див. також: Ла-платський дельфін (Pontoporia)
- надродина Physeteroidea — кашалотуваті
  - Physeteridae — кашалотові (1 рід)
  - Kogiidae — когієві (1 рід)
- надродина Ziphioidea — дзьоборилуваті
  - Ziphiidae — дзьоборилові (6 родів)

### Дельфіновиді в Україні
У фауні України відомі три види двох родин:
- афаліна чорноморська (Tursiops truncatus),
- дельфін білобокий (Delphinus delphis),
- фоцена звичайна (Phocoena phocoena).

## Характерні риси
Зубаті кити мають одновершинні зуби і лише одну зовнішню ніздрю. За вийнятком річкових дельфінів, повністю втратили волосся на голові. Рот і язик відносно невеликі. Хрящі гортані становлять трубку, що щільно входить у внутрішні, відсунуті далеко назад ніздрі — хоани. Тому дихальний шлях ізольований від стравохідного.
Хапання здобичі в зубатих китів нерідко комбінується з усмоктуванням корму, що дозволяє їм втягувати в рот відразу по кілька риб або молюсків. Шлунок багатокамерний, глотка широка.
Характерна в черепі асиметрія виникла, вочевидь, у зв'язку з розвитком ехолокаційного та звукосигнального апаратів, коли носові проходи над черепом спеціалізувалися: один — як повітропровід, а інший — для видавання звуків. У генерації звуків бере участь пара повітряних мішків, з'єднаних з носовим каналом. Зубаті кити випромінюють звукові сигнали для зв'язку один з одним й ультразвуки для орієнтації у воді — ехо ультразвуків попереджає тварин про об'єкти у воді.
Нижні щелепи коротше черепа, прямі, або ввігнуті усередину, на передньому кінці зрощені. Подовжена грудина складається з декількох зрослих або роздільних члеників і зчленована щонайменше з трьома парами ребер. Нюхові частки й нерви в головному мозку скорочені повніше, ніж у вусатих китів. Нюхових капсул у черепі немає.

## Види підряду
До підряду зубатих китів відносять китоподібних із зубами — або на передній частині нижньої щелепи, або на обох щелепах (у деяких видів зуби не функціональні). Самці зазвичай більші за самок. Основну їжу майже всіх видів складають риба або кальмари. На відміну від вусатих китів, у зубатих китів ніздря непарна.

### Кашалот

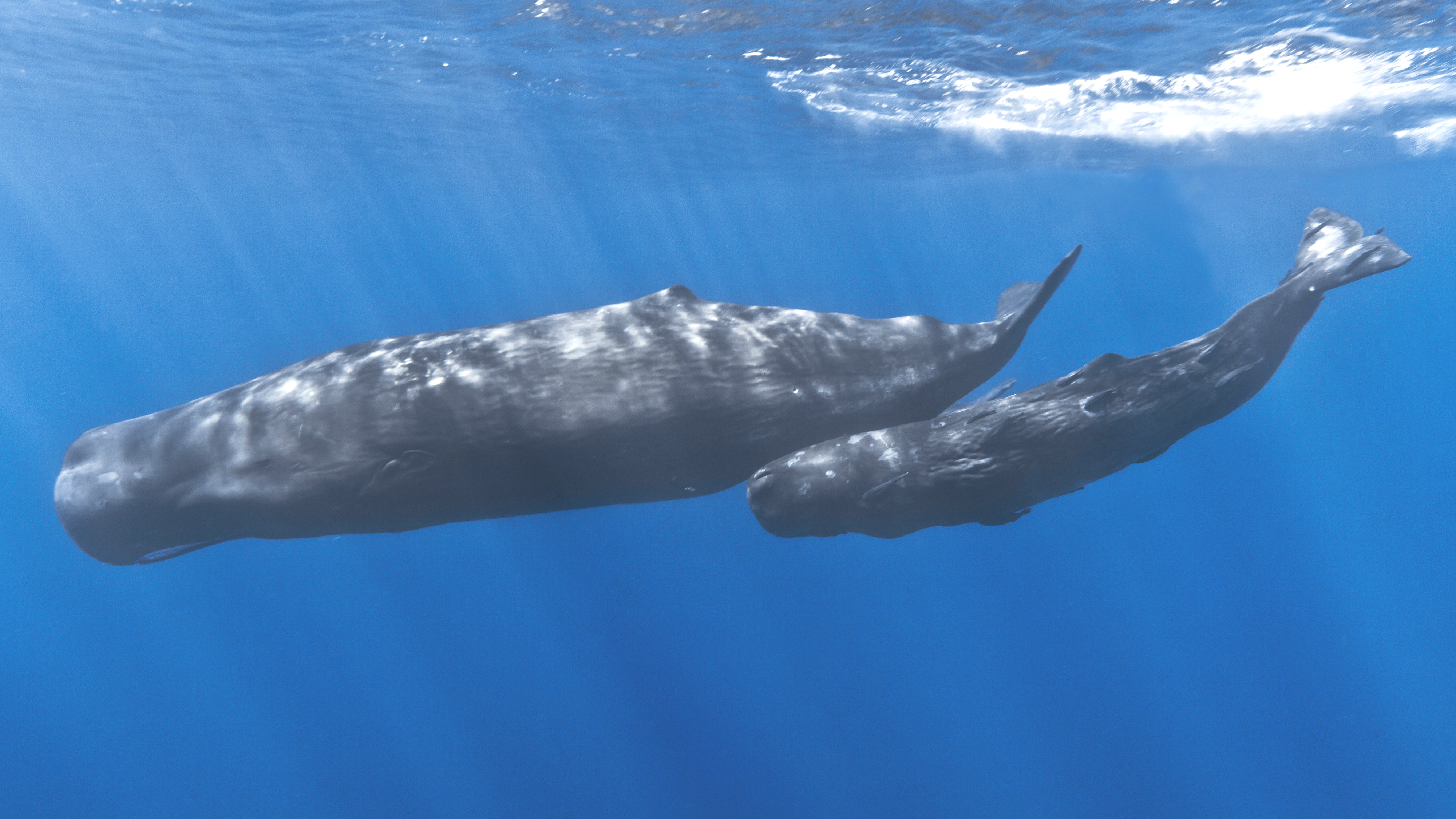
Кашалот

Кашалот (Physeter catodon) — найбільший зубатий кит: самці досягають 20 метрів, а самки — 15 метрів. Він здатний занурюватися на глибину понад 1,5 кілометра, залишатися там протягом години, а потім спливати, не відчуваючи, очевидно, особливих перевантажень. Голова, що становить третину загальної довжини тіла, спереду тупа і може використовуватися як величезний таран; у минулому дерев'яні китобійні судна отримували пробоїни від таких ударів. Довга (5,5 метра), але вузька нижня щелепа несе від 8 до 36 пар міцних конічних зубів, кожний з яких важить приблизно по 1 кілограму. На верхній щелепі їх не більше 1-3 пар, причому вони нефункціональні. Кашалота можна впізнати по короткому широкому фонтану, направленому вперед і вгору. Основну його їжу складають кальмари і каракатиці, яких він ловить біля дна, пускаючи в хід довгі щелепи. Дорослі кашалоти поглинають на добу до тони корму. Мігрують тварини тисячними стадами. Самці поширені на більшій площі, аніж самки, мігрують далі за самок і влітку на півночі досягають Девісової протоки, Баренцева і Берингова морів, а на півдні — Антарктики. Самки живуть в гаремах, розмножуються в тропіках і рідко виходять за межі субтропічної зони. У водах Росії самці кашалота найчастіше зустрічаються біля Курильської гряди, в південних частинах Охотського моря, біля Командорських островів і Камчатки, але рідкісні в Японському морі, влітку досягають південних частин Анадирської затоки.

### Карликовий кашалот
Карликовий кашалот (Kogia breviceps) відрізняється від «звичайного» кашалота невеликою, в порівнянні з тулубом, закругленою спереду головою. Спина і боки чорні, черево світліше, рот рожевий; спинний плавець серпоподібний. Довжина статевозрілих особин всього близько 4 метрів, маса приблизно 400 кілограмів. Нижня щелепа вузька, з 8-16 вузькими загостреними зубами на кожній стороні. Цей вид також пірнає на велику глибину і полює там на кальмарів і каракатиць. Карликові кашалоти живуть в теплому поясі океану і дуже рідкісні. Одинаки заходять на північ до берегів Голандії, Франції, півострова Нова Шотландія, Японії, штату Вашингтон, а на південь — до острова Тасманія, Нової Зеландії, затоки Імперіал (Чилі) і мису Доброї Надії.

### Білуха

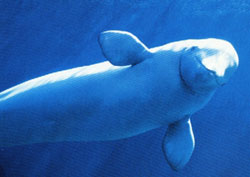
Білуха

Білуха (Delphinapterus leucas) характеризується білим або жовтуватим забарвленням; спинного плавника у цього виду немає. Кожна сторона верхньої щелепи несе 10, а нижньої — 8 зубів. Ними кит схоплює і утримує їжу, що складається з кальмарів і риби. Дорослі самці досягають в довжину 3,5-5 метра при середній масі 900 кілограмів, хоча у деяких особин вона перевищує 1500 кілограмів; самки дещо дрібніші. Білуха поширена у всіх морях Арктики і в прилеглих басейнах — Беринговому і Охотському морях. У дуже суворі зими спускається на південь до берегів Японії, Великої Британії, штату Массачусетс, заходить навіть у Балтику. У водах Росії існують три підвиди білух — біломорська, карська і далекосхідна.

### Нарвал
Нарвал, або одноріг (Monodon monoceros) володіє незвичайною ознакою — довгим (до 3 метрів) бивнем кольору слонячої кістки, гвинтоподібно скрученим за годинниковою стрілкою, він стирчить вперед з лівої половини верхньої щелепи самців. Довжина тіла статевозрілого нарвала 3,5-4,5 метра. Забарвлення дорослих особин темне, з численними жовтувато-білими плямами, але старі кити бувають і майже білого кольору. Морда округла; спинного плавника немає. Нарвали — мешканці Північного Льодовитого океану і північної частини Атлантичного, хоча відомі випадки, коли вони допливали до берегів Англії і Голландії. Нарвал занесений в Червоний Список МСОП.

### Ременезуби
Ременезуб (Mesoplodon) досягають середньої довжини 4,5-6,5 метра. Рило витягнуте в закруглений дзьоб, що звужується. Голова невелика, вузька; спинний плавник маленький, зрушений далеко назад. Одна з відмітних ознак — пара борозен на горлі. Ременезуби ведуть більш-менш одиночний спосіб життя. Вони часто зустрічаються в теплих водах обох півкуль. Основною їжею їм служать кальмари і каракатиці.

### Дзьоборил
Дзьоборил (Ziphius cavirostris) в довжину не перевищує 8 метрів. На відміну від інших видів має короткий і конічний дзьоб, низький і похилий «лоб», короткий розріз рота. Забарвлення тіла мінливе, але переважає сіре, яснішає на череві і (у старих особин) на голові. По тілу розкидані білі неправильні плями в поперечнику від 2 до 5—8 сантиметрів і довгих смужок. Дзьоборил поширений у всіх помірних і теплих водах світового океану, від широти Шетландських островів і островів Прібилова до Південної Африки, Патагонії, Тасманії, Нової Зеландії, але усюди нечисленний. Занесений в Червоний Список МСОП.

### Тасманів дзьоборил
Тасманів дзьоборил (Tasmacetus shepherdi) свою наукову назву отримав від Тасманова моря, де його вперше виявили, і від старогрецького слова «кетос» — кит. Про цей вид практично нічого не відомо, за винятком того, що у нього близько 90 функціональних зубів, з яких два передніх на нижній щелепі цибулеподібно роздуті. В наш час[коли?] відомо 8 знахідок цього кита (6 в районах Нової Зеландії, 1 у водах Аргентини і 1 в Чилі). Це рідкісний вид родини з майже невивченою біологією. Вид занесений в Червоний Список МСОП.

### Плавун північний
Плавун північний (Berardius bairdi) досягає довжини тіла до 12,5 метрів у самок і до 11 метрів у самців. Маса північного плавуна 8-10 тон. На невеликій голові характерний високий сферичний «лоб» і сильно витягнутий циліндричний дзьоб. Верхня щелепа в області дзьоба трохи вужча і коротша нижньої, на якій дві пари сильно сплощенних (лише у молодих особин — конічних) зубів. Забарвлення тіла темно-буре, ледь яснішає донизу, іноді з білими відмітинами. Живуть ці кити в північній частині Тихого океану від мису Наварін, півострова Аляска і Британської Колумбії до широти Південної Японії і Каліфорнії. Бувають в Охотському морі і біля Курильських островів, рідше — в Японському і Беринговому морях. Головна їжа плавунів — головоногі молюски, а також придонна риба (скати і їхні яйця, морські йоржі, подонеми, тріскові), краби і великі раки. Плавун північний занесений в Міжнародну Червону Книгу.

### Високочолий пляшконіс
Високочолий пляшконіс (Hyperoodon ampullatus) зазвичай зустрічається в Північній Атлантиці від Девісової протоки, Гренландського і Баренцева морів, до широти Північно-Західної Африки і середньої частини США. Є в Середземному морі, рідкісний в Балтійському і Білому морях. Величина самців до 9,4 метрів, самок — до 8,7 метрів. Забарвлення більш менш однотонне, дещо яснішає з віком, особливо на голові. Рило попереду високого «лоба» загострено звужується. «Лоб» з віком збільшується і прямовисно, а іноді навіть нависаючи, опускається до основи дзьоба. Пляшконоси живуть зграями. Своїм харчуванням і поведінкою нагадують північних плавунів, якого заміщають в Північній Атлантиці. Занесений в Червоний Список МСОП.

### Пляшконіс плосколобий
Близький вид, пляшконіс плосколобий (Hyperoodon planifrons), поширений у південній півкулі від льодів Антарктики, Південної Георгії, Південних Оркнейських і Фолклендських островів до широти Австралії, Нової Зеландії і Аргентини. Його щелепні гребені і «лоб» нижчі, а дзьоб коротший, ніж у високолобого пляшконоса. Включено до Червоного списоку МСОП зі статусом «найменший ризик».